# Empire (Ohio)
Empire è un comune degli Stati Uniti d'America, nella Contea di Jefferson, nello Stato dell'Ohio.